# Trung đoàn

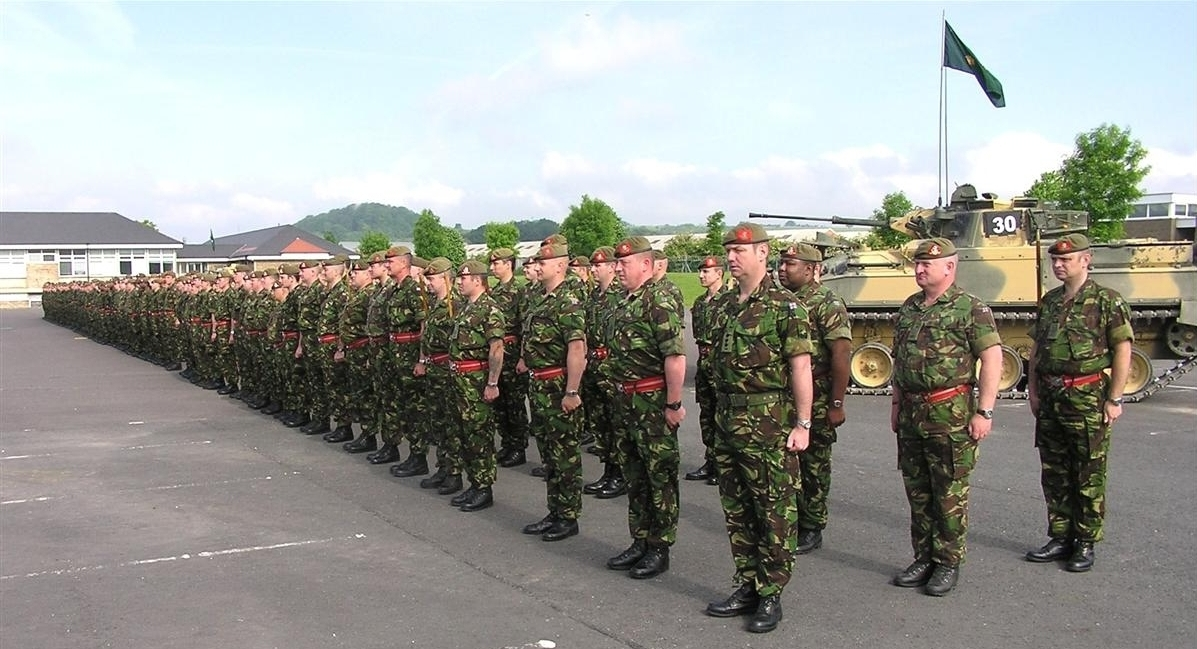
Một trung đoàn của Anh

Trung đoàn (tiếng Anh: Regiment) là một đơn vị trong quân đội có quy mô nhỏ hơn sư đoàn nhưng lớn hơn tiểu đoàn, thường gồm hai đến năm tiểu đoàn, được chỉ huy bởi một thượng tá hay trung tá. Tùy theo từng nước và nhiệm vụ, một trung đoàn hiện đại có thể tương tự như một lữ đoàn. Quy mô của cả trung đoàn và lữ đoàn từ 1.500 đến 3.000 lính, tùy theo nhánh và cách thức tổ chức. Các trung đoàn và các lữ đoàn hợp lại thành sư đoàn. Các trung đoàn hiện đại có thể thay đổi về quy mô lực lượng, mục đích và cách điều hành từ quốc gia này đến quốc gia khác (thậm chí có thể không tồn tại trong quân đội một số nước), thỉnh thoảng không ở trong lực lượng vũ trang. Trong lực lượng vũ trang Liên Xô (trước đây) và một số nước có quân số thường trực trên 1.000.000 quân, trung đoàn là đơn vị chiến đấu cơ bản. Có thể tác chiến trong đội hình binh chủng hợp thành hoặc trên một hướng, một địa bàn độc lập.

## Trung đoàn của Quân đội Nhân dân Việt Nam
Một trung đoàn bộ binh của Quân đội Nhân dân Việt Nam (ký hiệu là e; ví dụ: e102/f308) bao gồm:
- Trung đoàn bộ: chỉ huy trung đoàn, các bộ phận vệ binh, trinh sát, thông tin liên lạc
- 3 tiểu đoàn bộ binh
- 3 đại đội hỏa lực: chống tăng, cối, phòng không
- Một số đại đội công binh, quân y, thông tin,...

Tổng quân số trung đoàn bộ binh khoảng 1500 đến 3000 người.
Trung đoàn tăng thiết giáp thường gồm 2-4 tiểu đoàn chiến đấu, 1 tiểu đoàn kỹ thuật hậu cần (bao gồm kỹ thuật xe máy, xăng dầu, quân khí, đạn dược quân nhu), 1 đại đội công binh cầu phà, từ 60 đến 80 xe tăng thiết giáp. Nếu tác chiến trên một hướng hoặc 1 địa bàn độc lập, một trung đoàn xe tăng được biên chế bổ sung từ 2 đến 3 đại đội hoặc 1 tiểu đoàn phòng không.
Trung đoàn pháo binh, cao xạ thường gồm 2-3 tiểu đoàn, từ 24-36 khẩu.
Trung đoàn tên lửa đất đối không gồm 4 tiểu đoàn hỏa lực và 1 tiểu đoàn kỹ thuật, từ 12 đến 24 dàn phóng, 24 đến 48 đạn trên bệ và 1 đến 2 cơ số đạn dự trữ.
Trung đoàn chiến đấu của Không quân Nhân dân Việt Nam gồm 3 đến 5 phi đội(tương đương tiểu đoàn), 1 tiểu đoàn chỉ huy, dẫn đường và đảm bảo tác chiến điện tử, 1 tiểu đoàn kỹ thuật, 1 tiểu đoàn hậu cần, từ 20 đến 30 máy bay chiến đấu.